# Adenina
La adenina es una de las cinco bases nitrogenadas que forman parte de los ácidos nucleicos (ADN y ARN) y en el código genético se representa con la letra A. Las otras tres bases son la guanina, la citosina y la timina en el ADN. La adenina siempre se empareja con la timina  en el ADN.
Forma los nucleósidos adenosina (ARN) y desoxiadenosina (ADN), y los nucleótidos adenilato (ARN) y desoxiadenilato (ADN). En la bibliografía antigua, la adenina fue alguna vez llamada vitamina B4; sin embargo, hoy no se la considera una verdadera vitamina.
Su fórmula es C
5H
5N
5. Es un derivado de la purina (es una base púrica) en la que un hidrógeno ha sido sustituido por un grupo amino (NH
2):
Al igual que la guanina, la citosina, la timina y el uracilo (todas bases nitrogenadas), forma parte de los nucleótidos que constituyen las largas cadenas de ácidos nucleicos; cada nucleótido está formado por un grupo fosfato, un azúcar de cinco carbonos (ribosa o desoxirribosa) y una base nitrogenada de las ya mencionadas. 
En la estructura de doble hélice en forma de ‘escalera retorcida’ que presenta el ácido desoxirribonucleico (ADN), cada base se acopla con otra base específica, formando los ‘travesaños’ de la escalera. La unión de estas bases se produce por afinidad química, de forma que en el ADN, la adenina siempre se une a la timina. En las secuencias de nucleótidos, la adenina se representa por la letra A.
También forma parte de la molécula de trifosfato de adenosina, que constituye la fuente principal de energía a nivel celular, y está presente en muchas sustancias naturales como la remolacha, el té y la orina.
La adenina, junto con la timina, fue descubierta en 1885 por el bioquímico alemán Albrecht Kossel. En 1959 el bioquímico español Juan Oró pudo sintetizar la adenina a 
partir del ácido cianhídrico.

## Biosíntesis

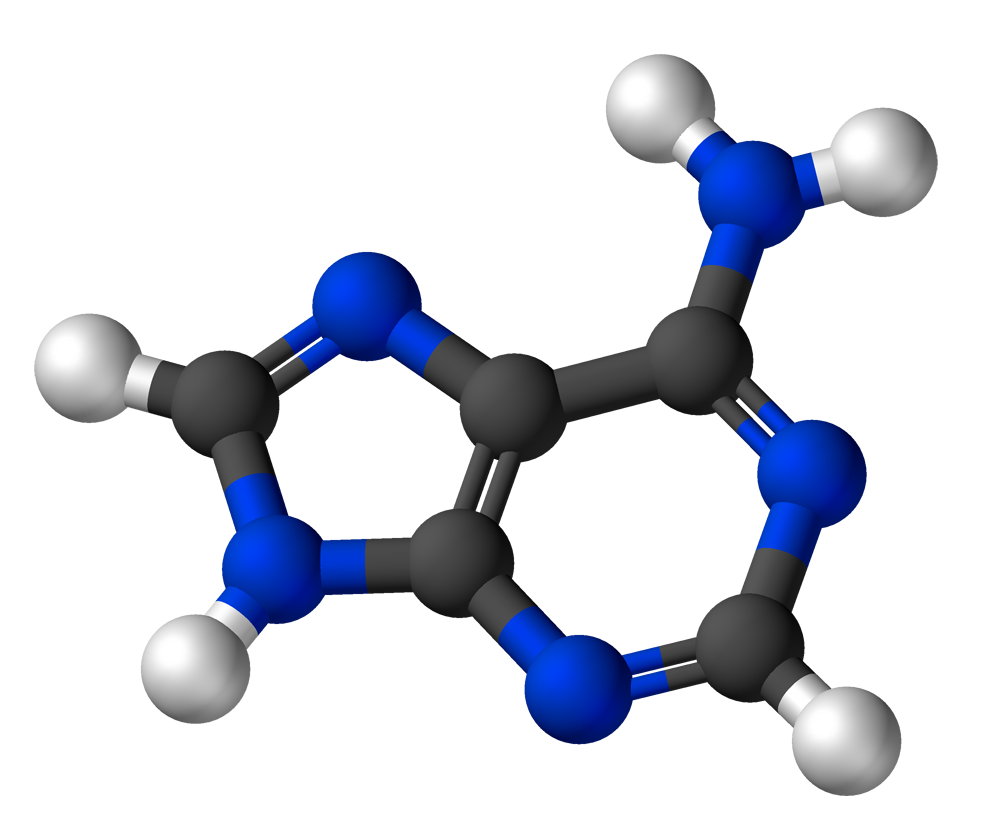
Adenina.

El metabolismo de las purinas conlleva la formación de adenina (A) y guanina (G). Ambas derivan del ácido inosínico el cual es sintetizado sobre el precursor ribosa-5-fosfato, usando átomos de los aminoácidos glicina, glutamina y ácido aspártico.
Síntesis de novo de nucleótidos de purina: en el primer paso determinante de esta ruta, un grupo amino proporcionado por la glutamina, se une al C1 del fosforribosil pirofosfato (PRPP). La 5-fosforribosilamida resultante es muy inestable y el anillo de purina se construye a continuación sobre esta estructura.
El segundo paso consiste en la incorporación de tres átomos de la glicina, cuyo grupo carboxilo se activa gastando ATP. El grupo amino de la glicina incorporada se formila a continuación por el N10-formilmetiltetrahidrofolato, y se incorpora un nitrógeno suministrado por la glutamina, antes de que la deshidratación y el cierre del anillo den lugar al anillo de imidazol de cinco átomos del núcleo de la purina, en forma de 5-aminoimidazol ribonucleótido (AIR).
En los eucariotas superiores, el AIR es carboxilado a carboxiaminoimidazol ribonucleótido en un solo paso por la AIR carboxilasa (dos etapas en bacterias y hongos). El aspartato cede su grupo amino en dos pasos: formación del enlace amida y eliminación de su esqueleto carbonado.
El último átomo de carbono es proporcionado por el N10-formilmetiltetrahidrofolato y luego tiene lugar la segunda carboxilación que proporciona el segundo de los anillos adyacentes del núcleo de purina. El primer intermediario con un anillo purínico completo es en inosinato (IMP). La conversión del inosinato en adenilato requiere la incorporación de un grupo amino procedente del aspartato. El guanilato se forma por oxidación del inosinato en C2.

## Historia
Anteriormente la literatura se refería a veces a la Adenina como Vitamina B4. Ya no se considera una verdadera vitamina ni parte del complejo de la Vitamina B. Sin embargo, dos vitaminas B, niacina y riboflavina se unen a la adenina para formar cofactores esenciales: nicotinamín adenín dinucleótido (NAD) y flavín adenín dinucleótido (FAD), respectivamente. Hermann Emil Fischer fue uno de los primeros científicos en estudiar la adenina.
Fue nombrada en 1885 por Albrecht Kossel, refiriéndose al páncreas (del griego "aden") de donde provenía la muestra de Kossel. Experimentos llevados a cabo en 1961 por el bioquímico catalán Joan Oró mostraron que gran cantidad de adenina podía ser sintetizada a partir de la polimerización de amonio con cinco moléculas de cianuro de hidrógeno (HCN) en disolución acuosa lo que tiene implicaciones en el debate sobre el origen de vida en la Tierra.
El 8 de agosto de 2011 se publicó un informe basado en estudios de la NASA con meteoritos encontrados en la Tierra, sugiriendo que el ADN y el ARN podían haberse originado en el espacio exterior.